# Michael Smith (giocatore di football americano)
Michael Smith (Tucson, 9 agosto 1988) è un giocatore di football americano statunitense che gioca nel ruolo di running back per i Tampa Bay Buccaneers della National Football League. Fu scelto nel corso del settimo giro (212º assoluto) del Draft NFL 2012 dai Buccaneers. Al college ha giocato a football a Utah State.

## Carriera professionistica

### Tampa Bay Buccaneers
Smith fu scelto nel settimo giro del Draft 2012 dai Tampa Bay Buccaneers. La settimana successiva partecipò al mini camp dedicato ai rookie indossando la maglia numero 34. Il 7 maggio 2012, i Buccaneers annunciarono che Smith aveva firmato un contratto quadriennale del valore di 2,165 milioni di dollari, compresi 66.000 dollari di bonus alla firma. Nella sua stagione da rookie scese in campo in una sola partita senza effettuare nessuna corsa.

## Vittorie e premi
Nessuno

## Statistiche
| Partite totali      | 1 |
| Partite da titolare | 0 |
| Yard corse          | 0 |
| Touchdown su corsa  | 0 |

Statistiche aggiornate al 28 gennaio 2013